# Jose Arechavaleta y Balpardo
Jose Arechavaleta y Balpardo, né le 27 septembre 1838 à Urioste dans la commune d'Ortuella en Biscaye et mort le 16 juin 1912 à Montevideo, est un botaniste espagnol et uruguayen.
Il a été directeur du Museo Nacional de Montevideo de 1893 à 1912.